# Giselberto di Lussemburgo
Giselberto di Lussemburgo (c.1007 – 14 agosto 1059) fu Conte di Salm e di Longwy, poi conte di Lussemburgo e difensore dell'abbazia di San Massimino di Treviri e del monastero di San Willibrod di Echternach dal 1047 fino alla sua morte.

## Origine
Giselberto era figlio del Conte di Moselgau e difensore delle abbazie di Stablo e Malmedy, Federico di Lussemburgo, come ci viene confermato dalla Histoire généalogique de la maison royale de Dreux (Paris), Luxembourg e della moglie di cui non si conosce il nome, che era figlia di Ermetrude, discendente dai Corradinidi, come ci viene confermato dalla Vita Adelheidis abbatissæ Vilicensis, conti e duchi della Franconia.
Federico di Lussemburgo era figlio del Conte di Moselgau e delle Ardenne, considerato il primo conte di Lussemburgo ed il fondatore della Casata di Lussemburgo, un ramo cadetto della Casa delle Ardenne, Sigfrido I di Lussemburgo e della moglie, Hedwige di Nordgau: infatti, secondo gli Annales Quedlinburgenses, Federico era fratello di Cunegonda, la moglie dell'Imperatore del Sacro Romano Impero, Enrico II e Cunegonda, la moglie di Enrico II il Santo, secondo il monaco, Rodolfo il Glabro, uno dei maggiori cronisti d'età medievale, nel suo Rodulfi Glabri, Historiarum Libri Quinque, era figlia di Sigfrido) e di Edvige di Nordgau (937-992), figlia del conte Eberardo IV di Nordgau e di Luitgarda di Lotaringia, discendente in linea diretta da Carlo Magno.

## Biografia
Verso l'anno 1000, sua zia Cunegonda sposò il duca di Baviera e futuro imperatore, Enrico II. Anche l'Annalista Saxo, nella sua cronaca imperiale, parla del matrimonio di sua sorella Cunegonda con Enrico II, citando suo fratello, Enrico, quale futuro duca di Baviera (Heinrich postmodum ducis Bawarici). Infatti, nel 1005, Enrico di Lussemburgo ricevette la Baviera da suo cognato re dei Franchi orientali e futuro imperatore Enrico II.
Nel 1012, sua sorella, Ogiva aveva sposato, in prime nozze, Baldovino IV, conte di Fiandra e d'Artois, e Conte di Hainaut (ridotto alla contea di Valenciennes), come ci viene riportato nella Genealogiae Comitum Flandriae, in cui viene citato anche Giselberto (erroneamente come padre di Ogiva).
Suo padre, Federico morì, nel 1019 (Hoc ipso anno - 1019 - Fridericus, frater Cunigundæ imperatrici, defunctus est), come ci confermano gli Annales Quedlinburgenses e, alla sua morte, Enrico, il primogenito divenne conte di Moselgau, mentre il figlio secondogenito, Federico divenne il difensore delle abbazie di Stablo e Malmedy.
Suo zio, Enrico, Conte di Lussemburgo (come Enrico I) e Duca di Baviera (come Enrico V) morì, nel 1026 (Anno domini 1026 Heinricus dux Bavarie frater sante Chunigundis obiit), come ci conferma la Historia Episcoporum Pataviensium et Ducum Bavariæ e dopo la sua morte, suo fratello Enrico divenne Conte di Lussemburgo (come Enrico II) mentre il ducato di Baviera tornò al re dei Franchi orientali e futuro imperatore di quel tempo Corrado II che lo trasferì a suo figlio Enrico il Nero, approfittando del fatto che Enrico I di Lussemburgo non aveva eredi diretti. Enrico II, oltre il territorio di Lussemburgo da suo zio Enrico I ereditò la contea di Bidgau e l'abbazia di San Massimino a Treviri.
In principio conte di Salm e di Longwy, infatti nel documento n° 306 del Mittelrheinisches Urkundenbuch I, del 1035, Giselberto viene citato come testimone, col titolo di conte di Salm. Secondo John Allyne Gade, nel suo Luxembourg in the Middle Ages (non consultato), Giselberto era divenuto conte di Salm per via del matrimonio.
Giselberto viene citato come testimone, assieme ai fratelli, Federico e Teodorico nel documento n° 308 del Mittelrheinisches Urkundenbuch I, del 1036, inerente al testamento dello zio Adalberto, canonico di Treviri.
Suo fratello Enrico II morì nel 1047, al ritorno da Flushing, come viene confermato dagli Annales Necrologici Fuldenses; secondo la Vitæ Heinrici et Cunegundis Imperatores Preface, Enrico morì il 14 ottobre (Heinricus, filius fratris Chunigundis imperatricis, obit II Idus Octobris); la Historia Episcoporum Pataviensium et Ducum Bavariæ riporta la morte nel 1048, precisando che Enrico venne strangolato dai suoi collaboratori (a suis consiliaris strangulator).  Giselberto gli succedette come conte di Lussemburgo e difensore dell'abbazia di San Massimino di Treviri e del monastero di San Willibrod di Echternach.
Ancora John Allyne Gade, nel suo Luxembourg in the Middle Ages (non consultato), Giselberto cercò di espandere il proprio dominio, sia nella zona di Treviri che di Colonia, infatti ebbe una disputa con l'arcivescovo di Treviri Poppone nonché l'abate di Saint-Maximin, che fu arbitrata dal fratello Adalberone III, vescovo di Metz.
nel 1050, poiché la popolazione della città di Lussemburgo era aumentata considerevolmente, ampliò la città con la costruzione di una nuova cinta fortificata intorno.
Sempre John Allyne Gade asserisce che Giselberto trovò la morte, nel 1059, in Italia, durante una rivolta.
Il figlio Corrado divenne conte di Lussemburgo (Corrado I), mentre la Contea di Salm andò a Ermanno, avvalorando la tesi che Giselberto fosse divenuto conte di Salm per via del matrimonio e che Ermanno fosse figlio di primo letto della moglie.

## Matrimonio e discendenza
Della moglie di Geselberto non si conoscono né il nome né gli ascendenti e secondo alcuni storici era al suo secondo matrimonio; lo si potrebbe dedurre dal Mariani Scotti Chronicon, che citando i di lei figli Corrado ed Ermanno, li considera fratelli uterini: il padre di Emanno non sarebbe Geselberto (Cuonradi fratrem Herimannum, Heinrici de Lacha fratris filium), mentre il Bernoldi Chronicon li cita come fratelli (Chonradus comes, frater Heremanni regis).
Geselberto dalla moglie ebbe tre o sei figli:
- Corrado[19] (ca. 1040 † 1086), conte di Lussemburgo
- figlia, sposò Kuno, conte di Oltingen
- Jutta, che secondo le Europäische Stammtafeln[20], vol I, 2229 (non consultate), sposò Udo di Limburgo, e furono i genitori di Enrico della Bassa Lorena[10].

Forse di primo letto della moglie:
- Ermanno (ca. 1035 † 1088), conte di Salm, fondatore del casato di Salm e re di Germania
- Adalberone († 1097 ad Antiochia), canonico a Metz
- figlia, sposò Teodorico di Amensleben

## Ascendenza
|                           |                 |                         | Genitori                |  |  | Nonni |  |  | Bisnonni           |  |  | Trisnonni |  |
|                           |                 |                         |                         |  |  |       |  |  | Vigerico di Bidgau |  |  | …         |  |
|                           |                 |                         |                         |  |  |       |  |  | Vigerico di Bidgau |  |  | …         |  |
|                           |                 | …                       |                         |  |  |       |  |  | Vigerico di Bidgau |  |  |           |  |
| Sigfrido di Lussemburgo   |                 |                         |                         |  |  |       |  |  | Vigerico di Bidgau |  |  |           |  |
|                           |                 | Cunegonda               | Ermentrude              |  |  |       |  |  |                    |  |  |           |  |
|                           |                 | Cunegonda               | Ermentrude              |  |  |       |  |  |                    |  |  |           |  |
|                           |                 | Cunegonda               | …                       |  |  |       |  |  |                    |  |  |           |  |
| Federico di Lussemburgo   |                 | Cunegonda               |                         |  |  |       |  |  |                    |  |  |           |  |
|                           |                 | Eberardo IV di Nordgau  | …                       |  |  |       |  |  |                    |  |  |           |  |
|                           |                 | Eberardo IV di Nordgau  | …                       |  |  |       |  |  |                    |  |  |           |  |
|                           |                 | Eberardo IV di Nordgau  | …                       |  |  |       |  |  |                    |  |  |           |  |
| Edvige di Nordgau         |                 | Eberardo IV di Nordgau  |                         |  |  |       |  |  |                    |  |  |           |  |
|                           |                 | Luitgarda di Lotaringia | …                       |  |  |       |  |  |                    |  |  |           |  |
|                           |                 | Luitgarda di Lotaringia | …                       |  |  |       |  |  |                    |  |  |           |  |
|                           |                 | Luitgarda di Lotaringia | …                       |  |  |       |  |  |                    |  |  |           |  |
| Giselberto di Lussemburgo |                 | Luitgarda di Lotaringia |                         |  |  |       |  |  |                    |  |  |           |  |
|                           | Odo di Wetterau | Gebeardo di Lotaringia  |                         |  |  |       |  |  |                    |  |  |           |  |
|                           | Odo di Wetterau | Gebeardo di Lotaringia  |                         |  |  |       |  |  |                    |  |  |           |  |
|                           | Odo di Wetterau | …                       |                         |  |  |       |  |  |                    |  |  |           |  |
| Eriberto di Wetterau      | Odo di Wetterau |                         |                         |  |  |       |  |  |                    |  |  |           |  |
|                           |                 | Cunigonda di Vermandois | Erberto I di Vermandois |  |  |       |  |  |                    |  |  |           |  |
|                           |                 | Cunigonda di Vermandois | Erberto I di Vermandois |  |  |       |  |  |                    |  |  |           |  |
|                           |                 | Cunigonda di Vermandois | Liutgarda               |  |  |       |  |  |                    |  |  |           |  |
| Ermetrude di Wetterau     |                 | Cunigonda di Vermandois |                         |  |  |       |  |  |                    |  |  |           |  |
|                           |                 | …                       | …                       |  |  |       |  |  |                    |  |  |           |  |
|                           |                 | …                       | …                       |  |  |       |  |  |                    |  |  |           |  |
|                           |                 | …                       | …                       |  |  |       |  |  |                    |  |  |           |  |
| …                         |                 | …                       |                         |  |  |       |  |  |                    |  |  |           |  |
|                           |                 | …                       | …                       |  |  |       |  |  |                    |  |  |           |  |
|                           |                 | …                       | …                       |  |  |       |  |  |                    |  |  |           |  |
|                           |                 | …                       | …                       |  |  |       |  |  |                    |  |  |           |  |
|                           |                 | …                       |                         |  |  |       |  |  |                    |  |  |           |  |

### Fonti primarie
- (LA)  Monumenta Germaniae Historica, Scriptores, tomus III.
- (LA)  Monumenta Germaniae Historica, Scriptores, tomus IV.
- (LA)  Monumenta Germaniae Historica, Scriptores, tomus VII.
- (LA)  Monumenta Germaniae Historica, Scriptores, tomus IX.
- (LA)  Monumenta Germaniae Historica, Scriptores, tomus XIII.
- (LA)  Monumenta Germaniae Historica, Scriptores, tomus XV.2.
- (LA)  Monumenta Germaniae Historica, Scriptores, tomus XX.
- (LA)  Monumenta Germaniae Historica, Scriptores, tomus XXIII.
- (LA)  Monumenta Germaniae Historica, Scriptores, tomus XXV.
- (LA)  Mittelrheinisches Urkundenbuch, I.

### Letteratura storiografica
- Austin Lane Poole, L'imperatore Corrado II, in «Storia del mondo medievale», vol. IV, 1999, pp. 170–192
- Caroline M. Ryley, L'imperatore Enrico III, in «Storia del mondo medievale», vol. IV, 1999, pp. 193–236
- (FR)  Histoire généalogique de la maison royale de Dreux (Paris), Luxembourg.